# Чемпионат Украины по футболу среди юношеских команд
Чемпионат U-19 Украины по футболу — футбольные соревнования на Украине среди футболистов до 19 лет клубов Премьер-лиги. Турнир находится под управлением Премьер-лиги.

## История
Турнир основан в 2012 году под эгидой Премьер-лиги, который стал обязательным для всех клубов Премьер-лиги. Он позволял получить игровую практику футболистам, которые выпустились из футбольной школы команды, но ещё не имеют достаточной практики для выступлений в молодёжном чемпионате.
Основными задачами этого турнира являются:
- Обеспечения дополнительной соревновательной практики молодым футболистам клуба после завершения общеобразовательной школы и детско-юношеского спортивного заведения (ДЮСЗ)
- Подготовка наиболее талантливых футболистов к выступлениям за молодёжную и основную команды клуба
- Создание условий для качественной подготовки и успешного выступления сборных команд Украины в международных соревнованиях

## Регламент
В первых двух сезонах юношеские команды Премьер-лиги, были поровну разделены по территориальному признаку на две группы, в осенней части сезона играли между собой по круговой системе, проводя с каждым соперником по одному матчу дома и в гостях. В весенней части турнира лучшие четыре команды из каждой группы проводили новый двухкруговой турнир для розыгрыша 1-8 мест. Аналогичным образом происходил розыгрыш мест с 9 по 16, в котором принимали по четыре худшие команды групп по итогам осенней части турнира.
С сезона 2014/15 турнир также состоит из 2 частей, однако 15 команд поделено на 3 группы, в каждой из которой в осенней части будет проведено по 3 круга. В весенней же части, команды, на первом этапе занявшие в своих группах первое и второе места, а также две команды, которые имеют лучшие показатели среди команд, занявшие в своих группах третьи места (количество набранных очков, разница забитых-пропущенных мячей, количество забитых мячей), формируют группу «1» и разыгрывают итоговые места с 1 по 8. Все остальные команды формируют группу «2» и разыгрывают итоговые места с 9 по 15 Матчи в группах проходят в два круга.. С сезона 2015/2016 турнир разыгрывается среди 16 команд, в 2 круга, по классической схеме
У наставников есть возможность в течение игры проводить сразу семь замен. Заявка команд является общей с молодёжным турниром, однако в данном чемпионате могут выступать игроки, родившиеся не ранее 1 января года, являющегося восемнадцатым на момент начала турнира (например, на сезон 2014/15 это 1996 год).

## Все победители
| Год     | Победитель | 2 место | 3 место |
| 2012/13 | «Динамо» U-19 | «Ильичевец» U-19 | «Шахтер» U-19 |
| 2013/14 | «Металлист» U-19 | «Шахтер» U-19 | «Карпаты» U-19 |
| 2014/15 | «Шахтёр» U-19 | «Динамо» U-19 | «Карпаты» U-19 |
| 2015/16 | «Динамо» U-19 | «Олимпик» U-19 | «Шахтёр» U-19 |
| 2016/17 | «Динамо» U-19 | «Александрия» U-19 | «Шахтёр» U-19 |
| 2017/18 | «Динамо» U-19 | «Шахтёр» U-19 | «Карпаты» U-19 |
| 2018/19 | «Динамо» U-19 | «Шахтёр» U-19 | «Карпаты» U-19 |
| 2019/20 | В связи с пандемией COVID-19: Призеры в данном сезоне — не были определены | В связи с пандемией COVID-19: Призеры в данном сезоне — не были определены | В связи с пандемией COVID-19: Призеры в данном сезоне — не были определены |
| 2020/21 | «Шахтёр» U-19 | «Динамо» U-19 | «Заря» U-19 |
| 2021/22 | Из-за полномасштабного российского вторжения в Украину сезон завершен досрочно без определения призеров. Однако первое место и право выступления в юношеской лиге УЕФА было зафиксировано за командой «Рух» U-19 | Из-за полномасштабного российского вторжения в Украину сезон завершен досрочно без определения призеров. Однако первое место и право выступления в юношеской лиге УЕФА было зафиксировано за командой «Рух» U-19 | Из-за полномасштабного российского вторжения в Украину сезон завершен досрочно без определения призеров. Однако первое место и право выступления в юношеской лиге УЕФА было зафиксировано за командой «Рух» U-19 |
| 2022/23 | «Рух» U-19 | «Динамо» U-19 | «Шахтёр» U-19 |

## Призёры
| Клуб               | Чемпион | Второе место | Третье место | Победные года                |
| ------------------ | ------- | ------------ | ------------ | ---------------------------- |
| «Динамо» U-19      | 5       | 3            | 0            | 2013, 2016, 2017, 2018, 2019 |
| «Шахтер» U-19      | 2       | 3            | 4            | 2015, 2021                   |
| «Рух» U-19         | 1       | 0            | 0            | 2023                         |
| «Металлист» U-19   | 1       | 0            | 0            | 2014                         |
| «Александрия» U-19 | 0       | 1            | 0            |                              |
| «Олимпик» U-19     | 0       | 1            | 0            |                              |
| «Ильичевец» U-19   | 0       | 1            | 0            |                              |
| «Карпаты» U-19     | 0       | 0            | 4            |                              |
| «Заря» U-19        | 0       | 0            | 1            |                              |